# Ольховик Каріна Валеріївна
Каріна Валеріївна Ольховик (біл. Карына Валер'еўна Альховік; нар. 17 червня 2000, Дятлово, Гродненська область, Білорусь) — білоруська футболістка, нападниця турецького клубу «ALG Spor» та національної збірної Білорусі.

## Клубна кар'єра
Футбольну кар'єру розпочинала у лідській «ДЮСШ-Юність», перший тренер — Микола Миколайович Ванчук. Незабаром перейшла до РДУОРу. У період з 2012 по 2015 роки займалася в юнацьких та молодіжних командах. У 2016 році почала виступати на дорослому рівні. Свій дебютний матч зіграла 17 квітня 2016 року, проти клубу «Слов'янка», де відзначилася також своїм першим голом. Протягом кількох сезон неодноразово визнавалася найкращою бомбардиркою клубу та Вищої ліги. У сезоні 2018 року відзначилася 42-ма голами, що стало її найкращим результатом за футбольну кар'єру. У січні 2020 року покинула клуб.
На початку 2020 року приєдналася до новоствореного клубу «Динамо-БДУФК». У дебютному матчі 30 квітня 2020 року проти команди АБФФ відзначилася дублем. Одразу ж стала однією із ключових гравчинь та бомбардирів клубу. Разом із командою у дебютному сезоні, як для самої футболістки, так і для команди, стала переможцем Вищої Ліги та володарем Кубку Білорусі. Рік по тому змогла повторити результат, лише вже разом із перемогою в Суперкубку Білорусі. У січні 2022 року залишила мінський клуб.
У січні 2022 року перейшла до клубу італійської Серії B «К'єво». Представляла клуб протягом півроку, відзначилася 3-ма голами у 5-ти матчах, допомогла К'єво посісти четверте місце в турнірній таблиці. 30 липня того ж року поповнила лави представника Серії A «Сассуоло». Дебютувала за клуб 12 вересня 2022 року в програному (1:2) поєдинку чемпіонату проти «Парми», в якому на 67-й хвилині замінила Рафілое Джейн. У листопаді 2022 року отримала нагороду найкращої білоруської футболістки року. У січні 2023 року перейшла в річну оренду до клубу італійської Серії B «Чезена». Відзначилася 4-ма голами в чемпіонаті за «Чезену» й допомогла команді посісти 7-ме місце в чемпіонаті.
23 серпня 2023 року футболістка перейшла до турецького клубу «АЛГ Спор». Контракт із клубом розрахований на сезон.

## Кар'єра в збірній
У 2016 році почала виступати за юнацьку збірну Білорусі (U-17). Наступного року отримала виклик до жіночої молодіжної збірної Білорусі (WU-19).
У 2017 році отримала перший виклик до національної збірної Білорусі. Вперше за національну команду зіграла 15 вересня того ж року, вийшовши замість Катерини Луцкевич на 62-й хвилині програного (1:4) поєдинку кваліфікації чемпіонату світу 2019 року проти Польщі. 7 червня 2018 року відзначилася своїм першим голом за Білорусь, у програному (1:2) поєдинку кваліфікації чемпіонату світу проти Шотландії.

## Статистика виступів

### У збірній
| №  | Дата              | Місце                                   | Суперник          | Рахунок | Результат | Змагання                            |
| -- | ----------------- | --------------------------------------- | ----------------- | ------- | --------- | ----------------------------------- |
| 1. | 3 вересня 2019    | Борисов-Арена, Борисов, Білорусь        | Фарерські острови | 1–0     | 6–0       | кваліфікація чемпіонату Європи 2022 |
| 2. | 3 вересня 2019    | Борисов-Арена, Борисов, Білорусь        | Фарерські острови | 4–0     | 6–0       | кваліфікація чемпіонату Європи 2022 |
| 3. | 22 вересня 2020   | Торсволлюр, Торсгавн, Фарерські острови | Фарерські острови | 2–0     | 2–0       | кваліфікація чемпіонату Європи 2022 |
| 4. | 11 квітня 2021    | АГМК, Алмалик, Узбекистан               | Узбекистан        | 1–1     | 3–1       | Товариський матч                    |
| 5. | 8 червня 2021     | Спартак, Могильов, Білорусь             | Іран              | 1–0     | 6–0       | Товариський матч                    |
| 6. | 8 червня 2021     | Спартак, Могильов, Білорусь             | Іран              | 4–0     | 6–0       | Товариський матч                    |
| 7. | 14 червня 2021    | Вітебський, Вітебськ, Білорусь          | Узбекистан        | 1–0     | 1–1       | Товариський матч                    |
| 8. | 15 листопада 2022 | Арарат, Тегеран, Іран                   | Іран              | 1–1     | 1–1       | Товариський матч                    |

## Досягнення

### Клубні
«Динамо-БДУФК»
- Вища ліга
  -  Чемпіон (2): 2020, 2021

- Кубок Білорусі
  -  Володар (2): 2020, 2021

- Суперкубок Білорусі
  -  Володар (1): 2021

Особисті
- Найкраща футболістка Білорусі (1): 2022